# Przełęcz Jabconiówka
Przełęcz Jabconiówka – położona na wysokości 635 m przełęcz w Beskidzie Makowskim pomiędzy szczytami Gronia (810 m) i Magurki (787 m). Na przełęczy położone jest osiedle Rola Jabconiowa, należące administracyjnie do gminy Tokarnia, sołectwo Skomielna Czarna. Przez przełęcz przebiega droga ze Skomielnej Czarnej do Wieprzca.

## Szlaki turystyczne
Lanckorona – Przełęcz Sanguszki – Bieńkówka – Koskowa Góra – Przełęcz Jabconiówka – Groń – Osielec Górny – Jordanów